# Німський віз
«Німський віз» — поема з циклу про Гільома Оранзького. Збереглася у восьми рукописах, написана десятискладним асонансованим віршем; налічує трохи менше 1500 рядків.

## Зміст
Повернувшись із полювання, Гільйом дізнається, що король Людовік обділив його, коли роздавав ф'єфи. Гільйом нагадує невдячному монарху про свої заслуги (як про них розказано в «Коронації Людовіка»), і той, після пропозиції самого Гільйома, дарує йому право завоювати місто Нім, що належить сарацинам.
Гільйом захоплює Нім, скориставшись хитрістю: він посадив в обозні діжки своїх воїнів і безперешкодно увійшов у місто під виглядом купця, який привіз всілякі товари.
Історична основа у поеми відсутня, хоча Ним тричі відвойовували в арабів (721, 737 і 752 роках).

## Видання
- Guillaume d'Orange. Chansons de geste des XIe et XIIe siècles, publiées pour la première fois par W. A. J. Jonckbloet. La Haye, 1854. — T. I, p. 73-111.
- Le Charroi de Nimes, chanson de geste du XII siècle, éditée par J. -L. Perrier. Paris, 1931 (CFMA, № 66).
- Далі altfranzösische Epos vom Charroi de Nimes, Handschrift D, mit sprachwissenschaftlichen Kommentar und Glossar, herausgegeben von E. Lange-Kowal. Берлін, 1934.
- Le Charroi de Nimes. Chanson de geste. G. de Poerck: Concordances. R. Van Deyck: Textes та Variantes. R. Zwaenepoel: Traitement automatique. Saint Aquilin de Расу, 1970, 2 vol.
- Le Charroi de Nimes. Chanson de geste du XIIe siècle, éditée d'après la redaction AB avec introduction, notes et glossaire par D. McMillan. Paris, 1972. (Друге вид.- Paris, 1978)